# 甘肃历史
甘肃历史悠久，是中华民族始祖的主要聚居地和古代东亚农业的主要发祥地之一。禹贡九州中甘肃省境大部属雍、涼二州，旧称“雍涼之地”。丝绸之路也在这里留下了众多名胜古迹和灿烂文化， 敦煌莫高窟、天水麦积山、张掖大佛寺、永靖炳灵寺、夏河拉卜楞寺等著名历史古迹都与甘肃历史相关。新欧亚大陆桥 重新构筑起现代丝绸之路，甘肃作为中国东西合作交流和通往中亚、西亚、中东、欧洲的重要通道，战略地位更加突出。

## 先秦时代
- 在春秋时代东南部属于秦国，西部属于西戎，公元前688年在现在天水一带秦国设置了邽县，前280年设置陇西、北地二郡。海西走廊係月氏所割。

## 秦汉时代
- 秦统一中国本部后，在今甘肃地设立了陇西郡，陇西郡境内有西起临洮、东北至陕北的秦长城。
- 汉代此地置凉州。由于张骞通西域，河西走廊成为“丝绸之路”的必经要道，以及许多新的城镇兴起，汉武帝在现在甘肃一带将黄河以西分置四郡，黄河以东置五郡，统归凉州管辖。十六国时代有五个国家（前涼、後涼、西涼、北涼、西秦）在甘肃境内建都。

## 两晋南北朝时代
- 南北朝时代属北魏，当时佛教从西域传入，在甘肃境内大兴石窟，目前最重要的有敦煌石窟、麦积山石窟、炳灵寺石窟等。

## 隋唐五代时代
- 隋文帝时，兰州总管府管辖该地，也是兰州名称的最初来源。
- 唐代因为李家属于陇右世家，又因为向西扩张的需要，重视通向西域的交通要道甘肃一带的作用，将其分置关内道、陇右道和山南道，共辖22州，其中在河西走廊最大的是甘州（现在张掖一带）和肃州（现在酒泉一带）。
- 中晚唐至五代十国时期，甘肃政權頻繁更迭，為歸義軍節度使、河西節度使、甘州回鶻所領。

## 宋金夏
- 宋代时归属西夏。西夏將唐代的甘、肅兩州的首字合併，设置“甘肃军”，从此正式称为甘肃。成吉思汗大军进攻西夏时，死于甘肃，遗体虽然运回蒙古，现在甘肃兴隆山上有成吉思汗衣冠冢。

## 元朝
- 1261年，元代在甘肅立西夏中興行省，治中興府，但屢次廢除，並劃入陕西四川行省。直至1286年，該省遷治甘州路，並正式改名為甘肃行中书省。

## 明朝
- 明代，甘肅属于陕西承宣布政使司。明初设沙州卫。正德年间，闭锁嘉峪关，沙州遂被废弃。后再次为吐鲁番汗国所占。

## 清朝
- 清康熙二年，分陕西省西部為鞏昌省，五年改稱甘肅省。甘肃省（含宁夏、西寧市）属于内地十八省。乾隆年代兰州起为陕甘总督府驻地。
- 1862年（同治元年），陕西甘肃一带爆发了大规模的回民反清起事，至1873年才結束。1862年的甘肅人口有1547.6萬，同治回變期間發生大規模的種族屠殺，加上戰死及同期發生的飢荒、瘟疫和自然災害，造成省內大量人口死亡，到1874年的甘肅人口只有466.6萬。[1]另有人估計當時甘肅境內有九成汉化的党項民、漢民、满民及三分二回民逃亡或被屠殺。[2] 战后百万汉民移民到新疆或西藏。

## 近现代
1912年3月15日陕甘总督改为甘肃都督。11月29日，北洋政府蒙藏事务局呈“拟将阿拉善旗改归甘肃都督统辖以一事权请批示遵行文”。1913年1月20日北洋政府任命甘肃省的兰山、巩秦阶、陇东、宁夏、西宁、甘凉6道观察使。4月30日，国务院批复兰山道、陇南道、朔方道、陇东道、海东道、河西道、边关道。
1914年6月2日，北京政府大总统公布《各省所属道区域表》，其中甘肃省7道名称确定为：兰山道不变，陇南道改渭川道，陇东道改泾原道，朔方道改宁夏道，海东道改西宁道，河西道改甘凉道，边关道改安肃道。  
1928年9月5日青海建省。10月20日宁夏建省。
1935年3月1日，甘肃省政府会议决议：先设平凉、固原两区行政督察专员。1936年4月20日，国民政府简任甘肃省第1～7区行政督察专员。

## 当代
1963年西北各省最后划定省界。